# 今治朝倉インターチェンジ
今治朝倉インターチェンジ（いまばりあさくらインターチェンジ）は、愛媛県今治市に建設中の今治小松自動車道（今治道路）のインターチェンジである。2026年度供用予定。
今治小松自動車道（今治道路）の未開通部分である今治IC-今治湯ノ浦IC間に設置される予定である。

## 道路
- E76 今治小松自動車道（今治道路）

## 接続する道路
- 愛媛県道163号鈍川伊予大井停車場線（予定）

## 隣
E76 今治小松自動車道（今治道路）
(13)今治IC - 今治TB - 今治朝倉IC - (1)今治湯ノ浦IC